# Max Streibl
Max Streibl, född 6 januari 1932 i Oberammergau, död 11 december 1998 i München, var en tysk politiker som var Bayerns ministerpresident 1988-1993.